# Makrý Gialós
Le dème de Makrý Gialós, en grec moderne : Δήμος Μακρύ Γιαλού, est une ancienne municipalité du district régional de Lassíthi, en Crète, en Grèce. Il a existé entre 1999 et 2010. Depuis la réforme du gouvernement local de 2011, il fait partie du dème d'Ierápetra, dont il est devenu une unité municipale.
Il était situé dans le sud de la préfecture de Lassíthi et basé dans le village de Koutsourás, à 22 km à l'est d'Ierápetra et à 38 km au sud-ouest de Sitía. Désormais, Koutsourás est le siège de Makrý Gialós. C'est une municipalité côtière, car elle est baignée par la mer de Libye. Selon le recensement de 2001 l'ancien dème avait un total de 4 204 habitants et une superficie de 159 229 hectares.